# Тумбес (регион)
Тумбес (исп. Tumbes) — самый северный регион Перу, граничит на севере с Эквадорскими провинциями Эль-Оро и Лоха, на юге с регионом Пьюра, расположен на побережье Тихого океана.

## География

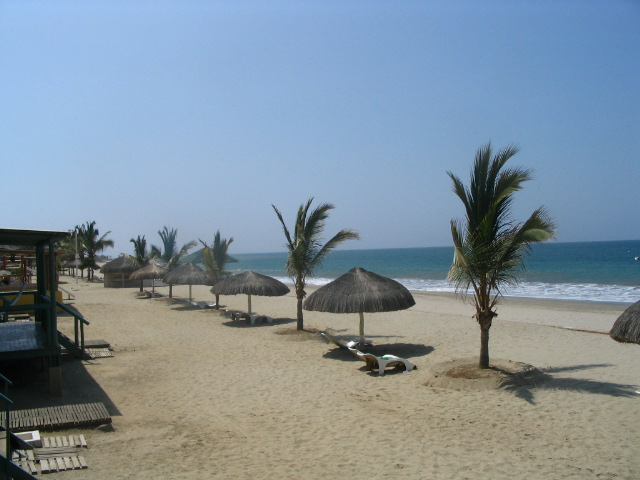
Пляж в Пунта-Саль, Тумбес

Морфологически регион делится четыре зоны: дельта рек Тумбес и Сарумилья; аллювиальные равнины к северу от реки Тумбес, с сухими мелкими оврагами; древние, сильно разрушенные террасы области Манкора и цепь гор Амотайп на юге и востоке, переходящей в горы Эль-Барко.
Климат в Тумбесе жаркий и влажный тропический на севере и в центре, сухой тропический на юге. Амплитуда температур колеблется от 40 °C до 18 °C, средняя температура составляет 27 °C. Сезон дождей длится с декабря по март.

## Население
98,3 % населения говорит на испанском языке, остальные на индейских языках кечуа, аймара и др.
49,4 % населения находится в возрасте до 20 лет, 10,7 % от 20 до 24 лет, 26,6 % от 25 до 44 лет, 9,7 % от 45 до 64 лет, и 3,5 % от 65 лет и старше.

## Административное деление

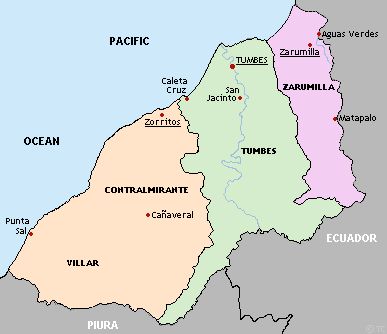
Провинции региона Тумбес.

Регион разделён на 3 провинции, которые в свою очередь подразделяются на 13 округа:
| № | Провинция                                      | Административный центр | Население, чел. (2007) | Площадь, км² |
| - | ---------------------------------------------- | ---------------------- | ---------------------- | ------------ |
| 1 | Тумбес (Tumbes)                                | Тумбес (Tumbes)        | 142 338                | 1800,85      |
| 2 | Сарумилья (Zarumilla)                          | Сарумилья (Zarumilla)  | 41 054                 | 745,13       |
| 3 | Контральмиранте-Вильяр (Contralmirante Villar) | Сорритос (Zorritos)    | 16 914                 | 2123,22      |